# Лейденський маніфест
Лейденський маніфест щодо дослідницьких метрик (англ. Leiden Manifesto) або ж Лейденський маніфест щодо наукометрії — це список з «десяти принципів, якими слід керуватись при оцінці досліджень», опублікований як коментар у томі 520, випуску 7548 журналу Nature 22 квітня 2015 року. Він був сформульований професоркою державної політики Діаною Хікс (Diana Hicks), професором наукометрії Полом Воутерсом(Paul Wouters) та їхніми колегами на 19-й Міжнародній конференції з науково-технічних індикаторів (19th International Conference on Science and Technology Indicators), яка відбулася 3–5 вересня 2014 року в Лейдені, Нідерланди.
Цей маніфест є запропонованим посібником для боротьби з неправильним використанням бібліометрії під час оцінювання науково-дослідної літератури. Прикладами загальновживаної бібліометрії для науки, тобто наукометрії є h-індекс, імпакт-фактор і веб-індикатори (див. Альтметрія). За словами Хікс та інших, ці показники часто вводять в оману при оцінці наукового матеріалу.

## Маніфест
Лейденський маніфест складається з десяти стислих принципів і, разом із описом кожного з них, має на меті перебудувати спосіб оцінки досліджень академічними видавцями та науковими установами. Наголос в ньому падає на детальну і ретельну оцінку досліджень, а не на надмірне використання кількісних даних в оцінках. Він спрямований на сприяння академічній досконалості та справедливості за допомогою ретельного контролю, а також усунення можливих спотворених стимулів використання наукометрії, таких як судження про академічні здібності та якість університету.
Нижче поданий вільний переклед пунктів маніфесту:
1. Не підміняй кількісною оцінкою якісну експертну оцінку;
2. Дбай, щоб при оцінці ефективності установи, групи або дослідника обрані показники відповідали меті оцінювання;
3. Захищай представлення передового досвіду в неангломовних публікаціях;
4. Забезпеч відкриту та прозору процедура збору та аналізу даних;
5. Дозволь дослідникам перевірити, чи їхні публікації було правильно ідентифіковано;
6. Зважай на особливості наукових галузей при проведені порівнянь;
7. Намагайся враховувати якомога більше параметрів при оцінці окремих дослідників;
8. Уникай недоречної конкретності та помилкової точності;
9. Визнавай вплив заохочувальних стимулів на величину показників;
10. Ретельно та оперативно оновлюй показники.